# Magdalena Dzikowicz
Magdalena Dzikowicz z d. Kuziak (ur. 2 stycznia 1994 w Raciborzu) – polska siatkarka, grająca na pozycji libero. Wychowanka GS UKS Krzanowice. Uczęszczała do SMS PZPS Sosnowiec. Reprezentantka Polski w kadrze kadetek i juniorek. Prywatnie jest żoną siatkarza Bartłomieja Dzikowicza.
Od sezonu 2020/2021 występuje w rumuńskiej drużynie CS Știința Bacău.

## Sukcesy

### klubowe
Mistrzostwa Polski Młodziczek:
- 2008

Mistrzostwo Polski:
- 2013
- 2014

### reprezentacyjne
Turniej EEVZA:
- 2008

### Inne
Mistrzostwa Polski Młodziczek w siatkówce plażowej:
- 2008

Akademickie Mistrzostwa Polski:
- 2014[5]